# Nederländska Antillerna i olympiska sommarspelen 1964
Nederländska Antillerna deltog med fyra deltagare vid de olympiska sommarspelen 1964 i Tokyo. Ingen av landets deltagare erövrade någon medalj.